# Temelucha grahamica
Temelucha grahamica är en stekelart som beskrevs av Dasch 1979. Temelucha grahamica ingår i släktet Temelucha och familjen brokparasitsteklar. Inga underarter finns listade i Catalogue of Life.